# Telegrafenlinie Java–Australien

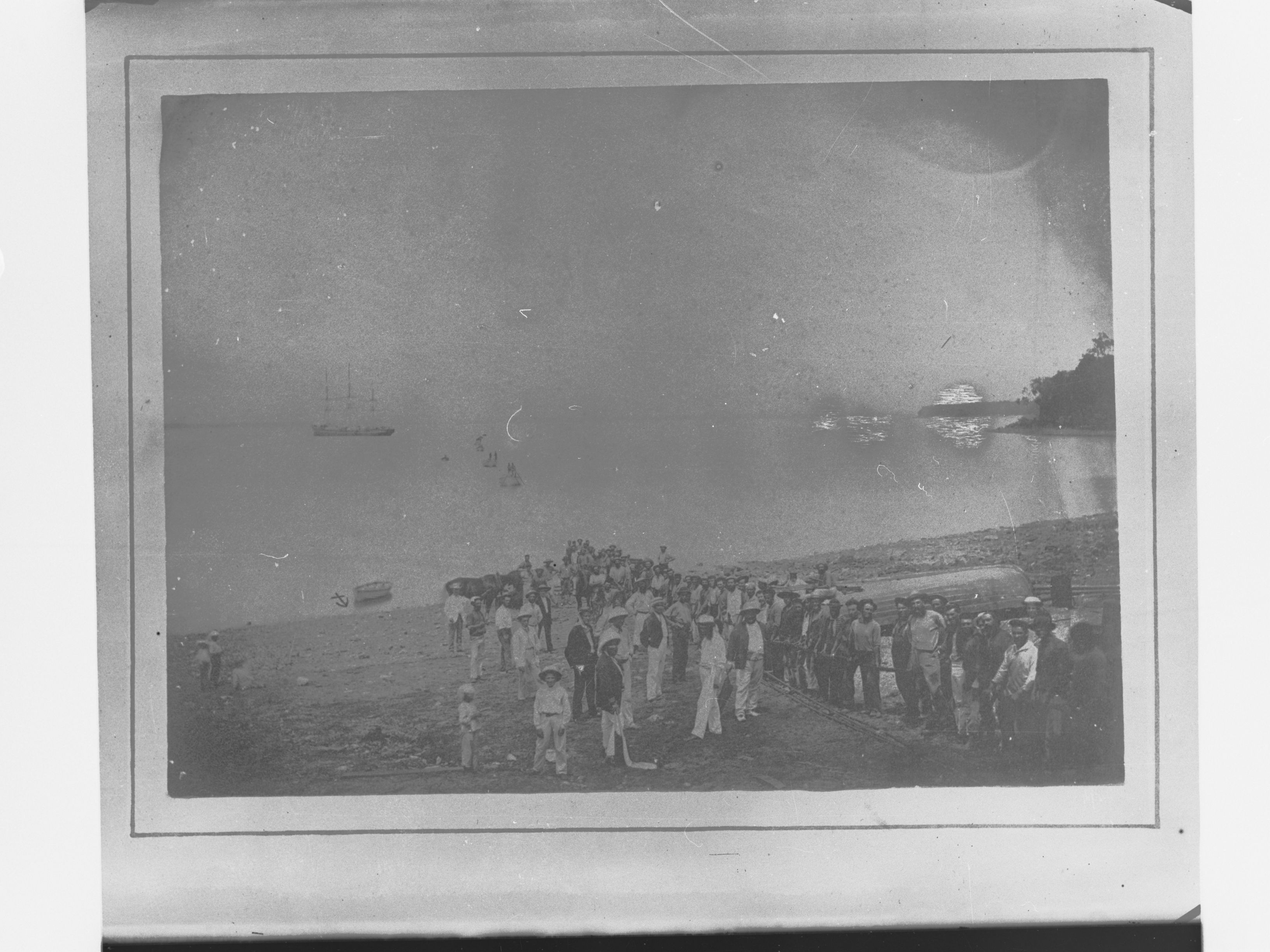
Anlandung des Seekabels in Port Darwin (7. November 1871)

Die Telegrafenlinie Java–Australien wurde im Jahr 1871 errichtet und verband – erstmals in der Geschichte – Australien mit Java und damit dem Rest der Welt.

## Hintergrund
Auch nach Aufkommen der elektrischen Telegrafie in den 1830er- und 1840er-Jahren und der Übernahme dieser neuen Technik in Australien in den 1850er-Jahren blieb dieser Kontinent in puncto Telekommunikation weiterhin nahezu isoliert. Bis in die 1870er-Jahre hinein konnten Nachrichten von und nach „außerhalb“ erst nach wochenlanger Seereise durch Schiffe überbracht werden.

## Geschichte
Um dies zu ändern, gründete der schottische Politiker und Unternehmer John Pender (1816–1896) im Jahr 1870 die British-Australian Telegraph Company. Zweck war, Australien telegrafisch mit Asien zu verbinden. Der Plan sah vor, dazu ein Seekabel von Port Darwin aus (heute ein Teil der Stadt Darwin) durch die Timorsee und weiter durch den Indischen Ozean nach Westen bis nach Banjuwangi, an der Ostküste von Java, zu verlegen.

Telegrafenkabel der Welt (1903)

Am 25. Oktober 1871 erreichte eine kleine Flotte, bestehend aus den drei Kabellegern (englisch Cable Ships) CS Hibernia, CS Edinburgh und CS Investigator, Port Darwin (siehe auch: Foto unter Weblinks). Der besonders stark armierte Abschnitt des Küstenkabels wurde dort am 7. November ausgelegt (Foto oben). Danach setzte sich die Flotte in Richtung Banjuwangi auf Java in Bewegung. Der Zielort, der 1860 km (Luftlinie) weiter im Westen liegt, wurde keine zehn Tage später erreicht, am 16. November 1871. Es waren 1082 sm (2004 km) Kabel verlegt worden.
Am 19. November 1871 konnte in Darwin erstmals ein Telegramm von „außerhalb“ empfangen werden.